# Diego Romero
Diego Emilio Romero Paschetta (* 5. Dezember 1974 in Córdoba) ist ein ehemaliger argentinisch-italienischer Segler.

## Erfolge
Diego Romero nahm dreimal an Olympischen Spielen in der Bootsklasse Laser teil. 2000 belegte er in Sydney den 23. Platz, vier Jahre darauf wurde er in Athen Zwölfter. Bereits 1999 gewann er in Winnipeg die Bronzemedaille bei den Panamerikanischen Spielen, 2003 folgte der Gewinn der Silbermedaille in Santo Domingo. Vor den Olympischen Spielen 2008 in Peking wechselte er zum italienischen Verband, für den er dann auch bei den Spielen startete. Mit 75 Punkten belegte er hinter Paul Goodison und Vasilij Žbogar den Bronzerang. Bei Weltmeisterschaften erreichte er 2005, schon unter italienischer Flagge, in Fortaleza den zweiten Rang.
Für seinen Olympiaerfolg erhielt er im September 2008 das Offizierskreuz des italienischen Verdienstordens.